# Passerelle du Lignon
Die Passerelle du Lignon, auch SAPPRO-Fussgängersteg, ist eine Spannbandbrücke für Fussgänger und eine Ölpipeline über die Rhone im Kanton Genf. Sie verbindet die Grossüberbauung Cité du Lignon in Vernier mit dem Naherholungsgebiet Loëx in Bernex auf der anderen Seite des Flusses. 

## Geschichte
Die Rhone musste mit der Ölpipeline der Société Anonyme du Pipeline à Produits Pétroliers sur Territoire genevois (SAPPRO) an einer Stelle überquert werden, wo der Fluss 120 bis 150 Meter breit ist, wobei keine Pfeiler im Flussbett zulässig waren. Die Aufgabe wurde mit einer 136 Meter langen Spannbandbrücke gelöst, die in der Mitte 5,5 Meter Durchhang hat. Sie wurde als Fussgängersteg ausgeführt, an dem seitlich ausserhalb der Brüstung die Pipeline montiert ist.
Die Montage der Brücke erfolgte 1971. Zuerst wurden die vier Vorspannkabel von 92 mm Durchmesser über die Rhone gezogen und in den Widerlagern befestigt. Darauf wurden mithilfe eines Montagewagens die 74 acht Tonnen schweren schlaff armierten Betonplatten des Brückendecks innerhalb von acht Tagen montiert. Nach dem Justieren der Spannkabel wurden die Fugen zwischen den Platten und die seitlichen Kanäle ausgegossen und danach die Vorspannkabel unter Spannung gesetzt.